# エディ・フィッシャー
エディ・フィッシャー（Eddie Fisher、1928年8月10日 - 2010年9月22日）は、アメリカ人の歌手。米国・ペンシルベニア州フィラデルフィア出身で、両親はロシア系ユダヤ人移民。1950年代には数百万枚のレコードを売り上げ、また、自身のテレビ番組も持っていた。1950年代を代表する世界的な歌手の1人である。
私生活では、デビー・レイノルズ、エリザベス・テイラー、コニー・スティーヴンスなどの女優たちと結婚、離婚を繰り返し、5回の結婚と4回の離婚を経験している。また、4人の子供に恵まれた。キャリー・フィッシャーは彼とデビー・レイノルズとの間に生まれた娘である。

## ディスコグラフィ

### スタジオ・アルバム
- Eddie Fisher Sings (1952年、RCA Victor) ※10インチ盤
- I'm in the Mood for Love (1952/55年、RCA Victor)
- Christmas with Eddie Fisher (1952年、RCA Victor) ※10インチ盤
- Eddie Fisher Sings Irving Berlin Favorites (1954年、RCA Victor) ※10インチ盤
- May I Sing to You? (1954/55年、RCA Victor)
- I Love You (1955年、RCA Victor)
- Eddie Fisher Sings Academy Award Winning Songs (1955年、RCA Victor)
- Bundle of Joy (film soundtrack) (1956年、RCA Victor)
- As Long as There's Music (1958年、RCA Victor)
- Scent of Mystery (film soundtrack) (1960年、Ramrod)
- Eddie Fisher at the Winter Garden (1963年、Ramrod)
- Eddie Fisher Today! (1965年、Dot)
- 『ウェン・アイ・ウォズ・ヤング』 - When I Was Young (1965年、Dot) ※RCA Victoでのヒット曲の再録音盤
- Mary Christmas (1965年、Dot)
- Games That Lovers Play (1966年、RCA Victor)
- People Like You (1967年、RCA Victor)
- You Ain't Heard Nothing Yet (1968年、RCA Victor)
- After All (1984年、Bainbridge)

### コンピレーション・アルバム
- Thinking of You (1957年、RCA Victor)
- Heart! (1958年、RCA Camden)
- Eddie Fisher's Greatest Hits (1962年、RCA Victor)
- Bring Back the Thrill (1963年、RCA Camden)
- This is Eddie Fisher (1972年、RCA Victor)
- The Very Best of Eddie Fisher (1988年、MCA)
- All Time Greatest Hits Vol.1 (1989年、RCA)
- 『グレイテスト・ヒッツ』 - Eddie Fisher – Greatest Hits (2001年、RCA)